# Lottery (rivière)
La rivière Lottery est (en anglais : Lottery River) un cours d’eau du nord de la région de  Canterbury de l’Île du Sud de la  Nouvelle-Zélande.

## Géographie
Elle prend naissance sur les pentes du « Mont Tinline », s’écoulant vers le sud pour rencontrer la rivière Mason à 5 km au nord-est de la ville de Waiau.